# Black Sun Empire

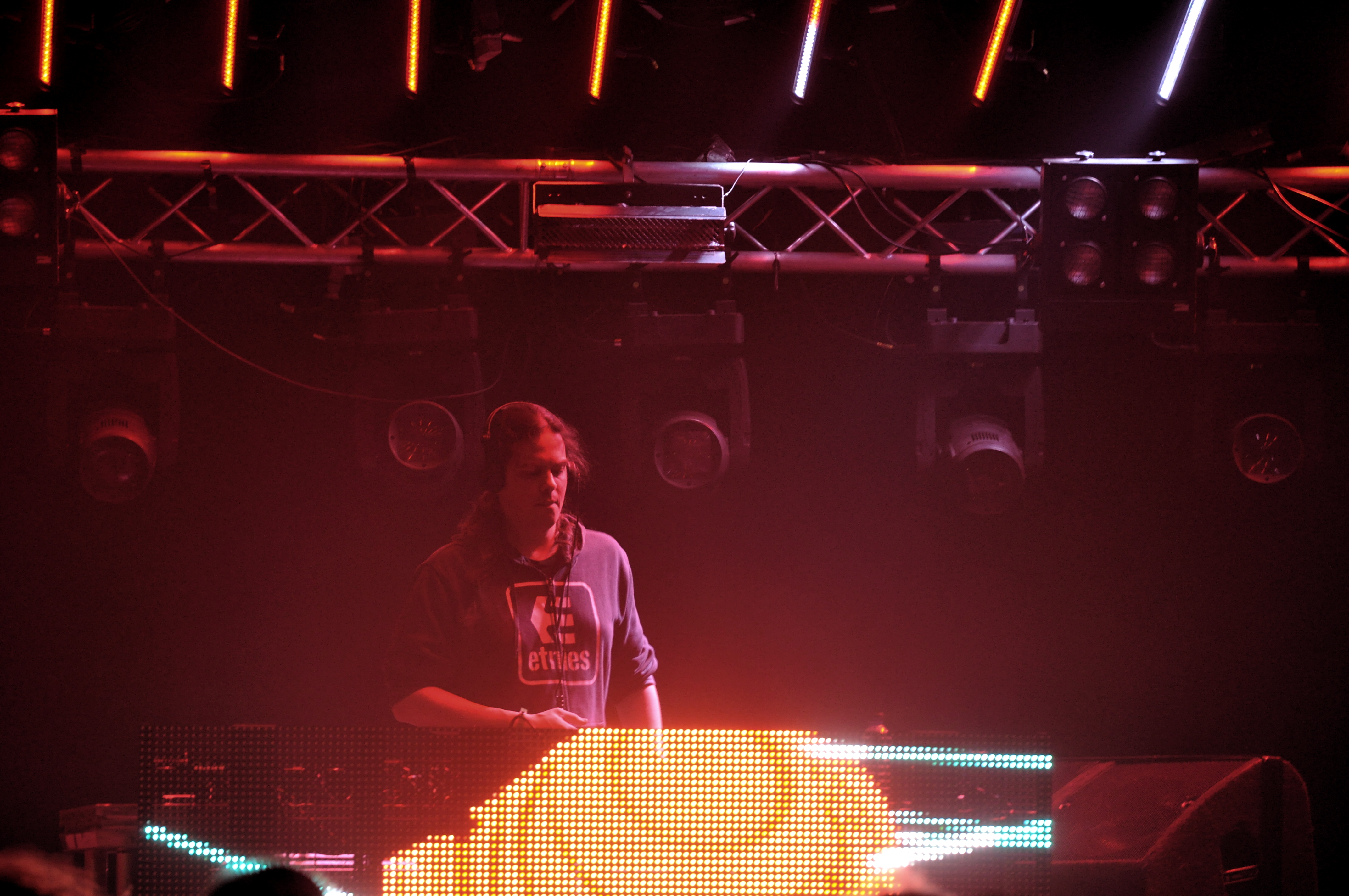
Black Sun Empire beim Paaspop 2013

Black Sun Empire (BSE) ist der Name einer niederländischen Drum-and-Bass-Crew, bestehend aus den drei DJs und Produzenten Rene Verdult und den Brüdern Milan und Micha Heyboer.
Alle drei Künstler stammen aus der niederländischen Stadt Utrecht. Seit 1995 produzieren sie Drum and Bass (vorrangig die Richtung Darkstep und Neurofunk). In ihren Anfangsjahren veröffentlichten sie bei kleineren Labels und wurden immer mehr von den großen Namen des Drum-and-Bass-Business entdeckt. Sie betreiben das Label Black Sun Empire Recordings mit den Unterlabeln oBSEssions und Shadows of the Empire. Unter anderem stellte BSE dem isländischen Entwicklerstudio CCP den Track „Arrakis“ für deren E3-2006 Trailer No Other Destiny des Onlinespiels EVE-Online zur Verfügung. „Black Sun“ ist eine Organisation aus „Schatten des Imperiums“, einem Star-Wars-Roman. Ihr neuestes Projekt ist „Shadows of the Empire“, ein weiteres Sublabel von Black Sun Empire Recordings, diesmal aber für Dubstep.

## Diskografie

### Alben
- Driving Insane (März 2004)
- Cruel & Unusual (Dezember 2005)
- Endangered Species (November 2007)
- Lights and Wires (November 2010)
- From The Shadows (Oktober 2012)
- Variations on Black (November 2013)
- The Violent Five (März 2016)
- The Wrong Room (März 2017)